# Bojan Radulović
Bojan Radulović Samouković, född 29 december 1999 i Lleida, Spanien, är en serbisk fotbollsspelare som spelar för Huddersfield Town.

## Klubblagskarriär

### Tidig karriär
Radulović inledde som sexåring sitt fotbollsspelande i fotbollsskolan AM i hemstaden. Som tolvåring började han i Club Atlètic Segre innan han gick till Club Lleida Esportiu.
Säsongen 2017/18 debuterade han för seniorlaget i Club Lleida Esportiu, där hans far även spelat, i den spanska tredjedivisionen Segunda B. Den första matchen spelade han den 27 augusti 2017, hemma mot Real Zaragoza II då han inledde på bänken under chefstränaren Gerard Albadalejos ledning och ersatte Iván Agudo i den 65:e matchminuten, matchen slutade 1–1. Det första målet under säsongen gjorde han den 29 november 2017 borta mot Real Sociedad (3–2) i Copa del Rey på Reale Arena i San Sebastián då han gjorde segermålet i den 87:e matchminuten. Det blev även ett mål i bortamötet med Real Zaragoza II (2–1) 14 januari 2018 då han slog in segermålet i den 81:a matchminuten. Det blev 13 matcher för Radulović i Club Lleida Esportiu i Segunda B och ytterligare fem matcher i Copa del Rey innan han signerade ett kontrakt med Brighton & Hove Albion den 14 februari 2018. Det fanns även intresse från Tottenham Hotspur och Club Brugge, men han valde “The Seagulls” på den engelska sydkusten.
Under våren 2018 spelade han en match med Brighton & Hove Albions U23-lag i Premier League 2 samt två matcher med klubbens U18-lag. Under hösten blev Radulović utlånad till RCD Espanyol II och spelade åtta matcher, varav två från start, med dem i Segunda B. Debuten skedde hemma mot hans tidigare klubb Lleida Esportiu (1–1) den 2 september 2018 då han ersatte Víctor Campuzano i den 83:e matchminuten. Han spelade även två matcher från start i Copa Catalunya. Han svarade för ett mål, hemma mot CD Castellón (2–2) den 16 september 2018 då han reducerade till 1–2 i den 75:e matchminuten. Han återvände till Brighton & Hove Albions U23-lag och spelade sammanlagt sju matcher i Premier League 2, varav sex från start. Han svarade för fyra mål, bland annat båda målen i 2–0-segern över Tottenham Hotspur U23.
Säsongen 2019/20 inledde Radulović med Brighton & Hove Albions U23-lag i Premier League 2 och det blev sammanlagt 13 matcher, varav sex från start, och han svarade för fyra mål, bland annat två mot Liverpool FC U23 (3–5) den 22 november 2019. Under vinterns transferfönster skrev han på ett låneavtal med Deportivo Alavés II som löpte till och med den 30 juni 2020 då avtalet med “The Seagulls” löpte ut. Han spelade sex matcher från start i Segunda B. Debuten för Deportivo Alavés II skedde hemma mot CD Guijuelo (2–0) den 2 februari 2020 då han startade matchen innan han blev utbytt i den 87:e matchminuten.

### AIK
Den 17 september 2020 skrev Radulović på för den allsvenska klubben AIK. Kontraktet gjorde honom knuten till klubben fram till och med den 31 december 2023 och AIK fick honom gratis från Brighton & Hove Albion.

### HJK Helsingfors
Den 15 februari 2022 lånades Radulović ut till HJK Helsingfors på ett låneavtal fram till den 15 juli. I juli 2022 blev han klar för en permanent övergång till klubben.

### Huddersfield Town
Den 5 januari 2024 värvades Radulović av Championship-klubben Huddersfield Town, där han skrev på ett 3,5-årskontrakt.